# حصان التوليد
حصان التوليد أو حصان النتاج هي سلالة من الخيول التي تعيش في المناخ الحار تم تطويرها في منطقة الخرطوم، السودان، من سلالة الخيل السودانية المحلية، والخيل الأصيلة. وهي أقل مقاومة للحرارة والحرمان من السلالات المحلية، كما أنها مخصصة لسباقات الخيل.

## قصة
نشأة سلالة التوليد تمت ضمن التاريخ الاستعماري للسودان قبل مجيء الاستقلال، بتأثير من بريطانيا العظمى ومصر. خلال الحقبة البريطانية، تأثرت تربية الخيول بشدة بواردات الخيول الإنجليزية. نتج حصان التوليد من التهجين التي تم إجراؤه على السلالة المحلية المعروفة باسم السوداني، مع أجناس مختلفة من أصل خارجي، ولا سيما الأحصنة الإنجليزية الأصيلة ,. الهدف الأولي من التهجين هو الحصول على حصان للركوب .
زادت واردات الخيول الإنجليزية والأوروبية إلى السودان في منتصف القرن العشرين،كان هدف هذه الواردات في البداية للسماح للمستوطنين بلعب البولو. بعد الاستقلال عام 1956، تُركت هذه الخيول، واستعادها السكان المحليون. اكتسبت أحصنة التوليد سمعة طيبة في السودان، وتم كذلك إجراء تهجينات مع سلالات محلية أخرى.

## وصف
التوليد هو حصان أصيل، خفيف ومتناسق في المظهر مقارنة بالسلالات الأفريقية المحلية الأخرى، التي يكون رأسها مستقيماً. السلالة تنقصها مقاومة للعوامل الجوية في منطقة تكاثرها، بما في ذلك الجفاف والحرمان من الغذاء وقلة الظل , , .
بالنسبة لألوان نجد الأسود ، وكذلك الكستنائي، والكستنائي الغامق، والرمادي.
لا توجد تربية انتقائية، ولا جمعية مكرسة لأحصنة لتوليد، ولا تسجيل في كتاب الخيول [الإنجليزية].

## الاستخدامات
السلالة مخصصة في المقام الأول للفروسية وبالتحديد سباقات الخيل في منطقة الخرطوم  . حيث منحها التهجين مع سلالة الخيل الأصيل سرعة مهمة.

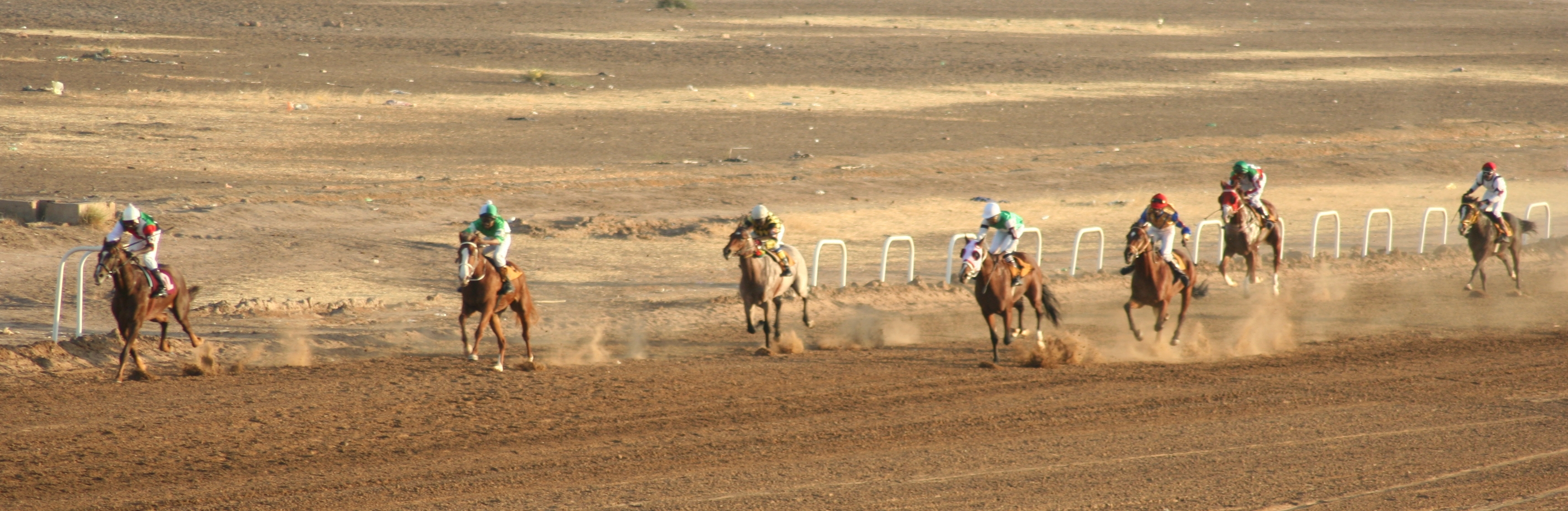
سباق الخيل بالخرطوم 2007.

## نشر التربية
تعتبر التوليد سلالة محلية من الخيول تنفرد بها السودان، ويتم تربيتها فقط في منطقة الخرطوم , . الدراسة التي أجرتها جامعة أوبسالا ونشرت في أغسطس 2010 بتفويض من لمنظمة الأغذية والزراعة، فإن التوليد هي سلالة خيول أفريقية محلية ومستوى تهديدها غير معروف. كما لم يتم إدخال مستوى التهديد لهذا الصنف في السودان في قاعدة بيانات التنوع، والتي لا تقدم أي بيان بأرقامها . من المحتمل أن يكون التوليد سلالة نادرة ، وربما يصل عددها إلى مائة رأس.

## مذكرات ومراجع
- هذه المقالة مترجمة جزئيا أو كليا من مقالة  ويكيبيديا السويدية معنونة (بالسويدية) «Tawleed» (طالع قائمة المشاركين في التحرير)

1. ↑  "الخيول في السودان..." سودارس. مؤرشف من الأصل في 2017-10-15. اطلع عليه بتاريخ 2021-09-01.
2. 1 2 3  Rousseau 2014.
3. 1 2 3 4 5  DAD-IS.
4. ↑  Université d'Oklahoma 1998.
5. ↑  Porter et al. 2016.
6. ↑  Meyer.
7. ↑  "Global Horse Population with respect to Breeds and Risk Status" (PDF) (بالإنجليزية). Faculty of Veterinary Medicine and Animal Science - Department of Animal Breeding and Genetics. 2010. p. 57 ; 69. Archived from the original (PDF) on 2021-08-09..
8. ↑  Valerie Porter (2002). Mason's World Dictionary of Livestock Breeds, Types and Varieties. CABI Publishing Series (بالإنجليزية). المركز الدولي للزراعة والعلوم البيولوجية  [لغات أخرى]‏. p. 204. ISBN:9780851994307. Archived from the original on 2021-04-08.{{استشهاد بكتاب}}:  صيانة الاستشهاد: علامات ترقيم زائدة (link).

## الملاحق

### مقالات ذات صلة
- قائمة سلالات الخيول

### رابط خارجي
- "Tawleed / Sudan (Horse)" (بالإنجليزية). نظام المعلومات حول تنوع الحيوانات المحلية. DAD-IS. Archived from the original on 2020-10-19.
- "Breeds of livestock : Tawleed" (بالإنجليزية). جامعة أوكلاهوما. 9 janvier 1998. UO. Archived from the original on 2020-07-06. {{استشهاد ويب}}: تحقق من التاريخ في: |تاريخ= (help)
- Meyer، Christian. "Dictionnaire des Sciences Animales : Tawleed". CIRAD. Meyer. مؤرشف من الأصل في 2021-09-02. اطلع عليه بتاريخ 3 mai 2019. {{استشهاد ويب}}: تحقق من التاريخ في: |تاريخ الوصول= (مساعدة)

### فهرس
- Valerie Porter; Lawrence Alderson; Stephen J. G. Hall; D. Phillip Sponenberg (9 Mar 2016). Mason's World Encyclopedia of Livestock Breeds and Breeding (بالإنجليزية) (6th ed.). CAB International. ISBN:978-1-84593-466-8. OCLC:948839453. OL:29071452M. QID:Q24619653.
- Élise Rousseau (septembre 2014). Tous les chevaux du monde (بالفرنسية). Illustrator: Yann Le Bris. Delachaux et Niestlé. ISBN:978-2-603-01865-1. OL:26720039M. QID:Q46761895. {{استشهاد بكتاب}}: تحقق من التاريخ في: |publication-date= (help)